# Giải thưởng phim truyền hình Hàn Quốc lần thứ 5
Giải thưởng phim truyền hình Hàn Quốc lần thứ năm (tiếng Hàn: 코리아 드라마 어워즈) là một lễ trao giải cho những bộ phim truyền hình xuất sắc của Hàn Quốc. Được diễn ra tại Trung tâm Văn hóa Nghệ thuật Kyungnam ở Jinju, Nam Gyeongsang vào ngày 2 tháng 10 năm 2012 và được dẫn chương trình bởi Jun Hyun-moo và Kim Eun-jung của Jewelry. Danh sách đề cử bao gồm những bộ phim truyền hình Hàn Quốc phát sóng từ tháng 10 năm 2011 tới tháng 9 năm 2012.

## Đề cử và kết quả
(Người giành giải được in đậm)
| Grand Prize (Daesang) | Phim xuất sắc nhất |
| --- | --- |
| - Kim Nam-joo - Gia đình chồng tôi - Han Suk-kyu - Cuộc chiến hoàng cung - Kim Soo-hyun - Mặt trăng ôm mặt trời - Uhm Tae-woong - Người đàn ông từ xích đạo - Youn Yuh-jung - Gia đình chồng tôi | - Gia đình chồng tôi (KBS2) - Phẩm giá quý ông (SBS) - Mặt trăng ôm mặt trời (MBC) - Kẻ truy lùng (SBS)                                                                            |
| Đạo diễn xuất sắc nhất | Biên kịch xuất sắc nhất |
| - Jang Tae-yoo - Cuộc chiến hoàng cung | - Park Ji-eun - Gia đình chồng tôi |
| Nam diễn viên xuất sắc nhất | Nữ diễn viên xuất sắc nhất |
| - Kim Sang-joong - Kẻ truy lùng - Lee Beom-soo - Dr. Jin, History of a Salaryman - So Ji-sub - Phantom - Son Hyun-joo - Kẻ truy lùng - Yoo Jun-sang - Gia đình chồng tôi                         | - Han Ji-min - Hoàng tử gác mái - Jung Ryeo-won - History of a Salaryman - Kim Hyun-joo - Dummy Mommy - Shin Se-kyung - Vua thời trang - Soo Ae - Lời hứa ngàn ngày                |
| Nam diễn viên xuất sắc | Nữ diễn viên xuất sắc |
| - Kwak Do-won - Phantom - Lee Hee-joon - Gia đình chồng tôi - Kim Jae-joong - Dr. Jin - Lee Sung-min - Golden Time - Yoon Je-moon - Cuộc chiến hoàng cung                                        | - Song Seon-mi - Golden Time - Jang Shin-young - Kẻ truy lùng - Jeon Mi-seon - Mặt trăng ôm mặt trời - Kim Hye-eun - Người đàn ông từ xích đạo - Son Dam-bi - Ánh sáng và bóng tối |
| Nam diễn viên mới xuất sắc nhất | Nữ diễn viên mới xuất sắc nhất |
| - Seo In-guk - Cơn mưa tình yêu - Jo Jung-suk - The King 2 Hearts - Kang Min-hyuk - Gia đình chồng tôi - Park Yu-hwan - Lời hứa ngàn ngày - Yim Si-wan - Mặt trăng ôm mặt trời                   | - Yoon Jin-yi - Phẩm giá quý ông - Hyolyn - Dream High 2 - Jin Se-yeon - My Daughter the Flower - Kwon Yuri - Vua thời trang - Oh Yeon-seo - Gia đình chồng tôi                    |
| Diễn viên nhí xuất sắc nhất | Cặp đôi xuất sắc nhất |
| - Kwak Dong-yeon - Gia đình chồng tôi - Kim Yoo-bin - Yêu nhau dài lâu - Kim Yoo-jung - Mặt trăng ôm mặt trời - Kim So-hyun - Mặt trăng ôm mặt trời - Yeo Jin-goo - Mặt trăng ôm mặt trời        | - Seo In-guk và Jung Eun-ji - Lời đáp 1997 |
| Nhạc phim xuất sắc nhất | Giải thưởng đặc biệt |
| - "Back in Time" (Lyn) - Mặt trăng ôm mặt trời - "Missing You Like Crazy" (Kim Tae-yeon) - The King 2 Hearts - "My Love" (Lee Jong-hyun) - Phẩm giá quý ông - "One Person" (Huh Gak) - Big       | - Lee Hee-joon - Gia đình chồng tôi - Nư hoàng Insoo |